# Diözese Katowice

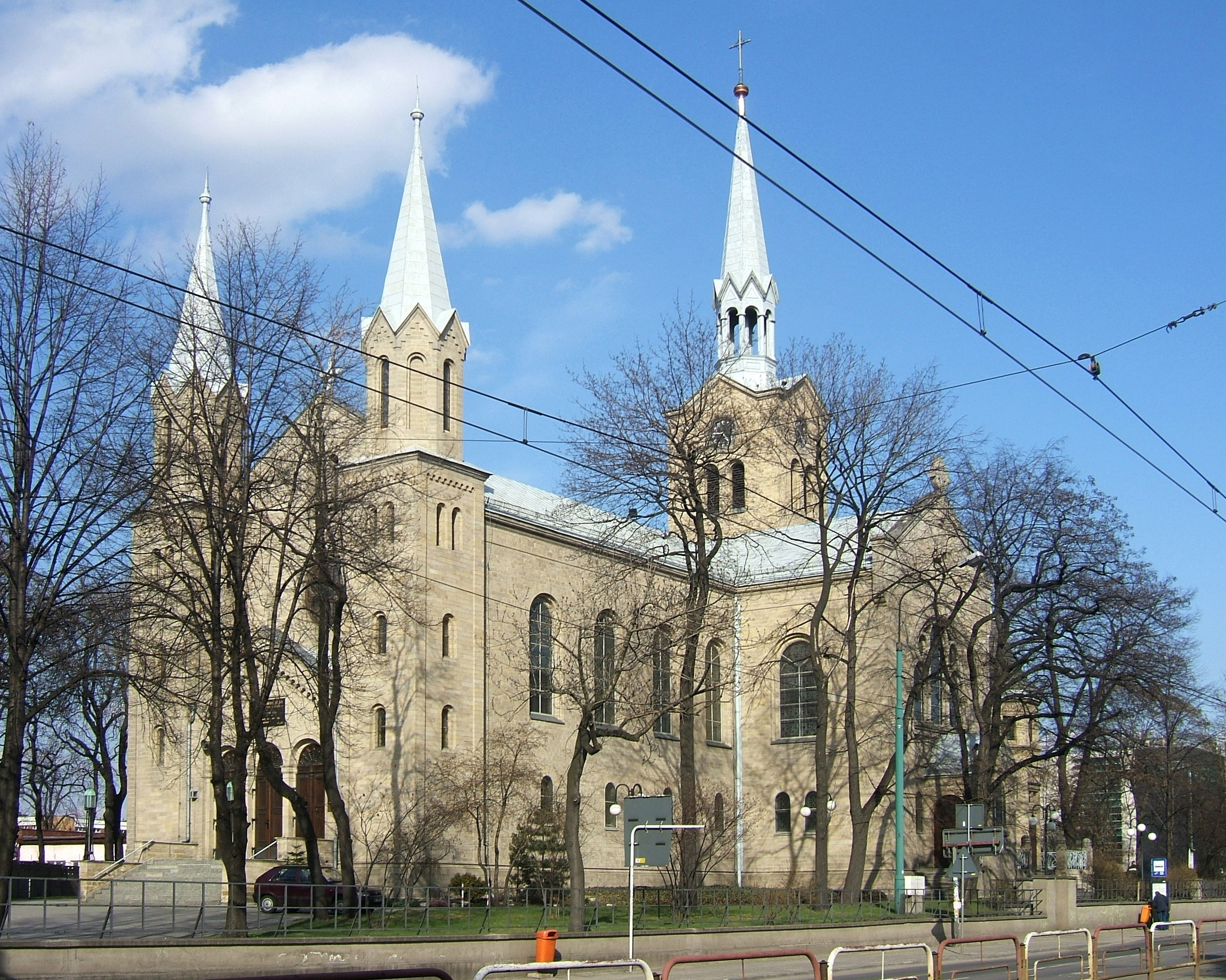
Die evangelisch-augsburgische Auferstehungskirche in Katowice

Die Diözese Kattowitz (polnisch: diecezja katowicka) ist eine von sechs Diözesen der polnischen Evangelisch-Augsburgischen, d. h. lutherischen Kirche. Der Amtssitz ist in Katowice.

## Geographische Lage

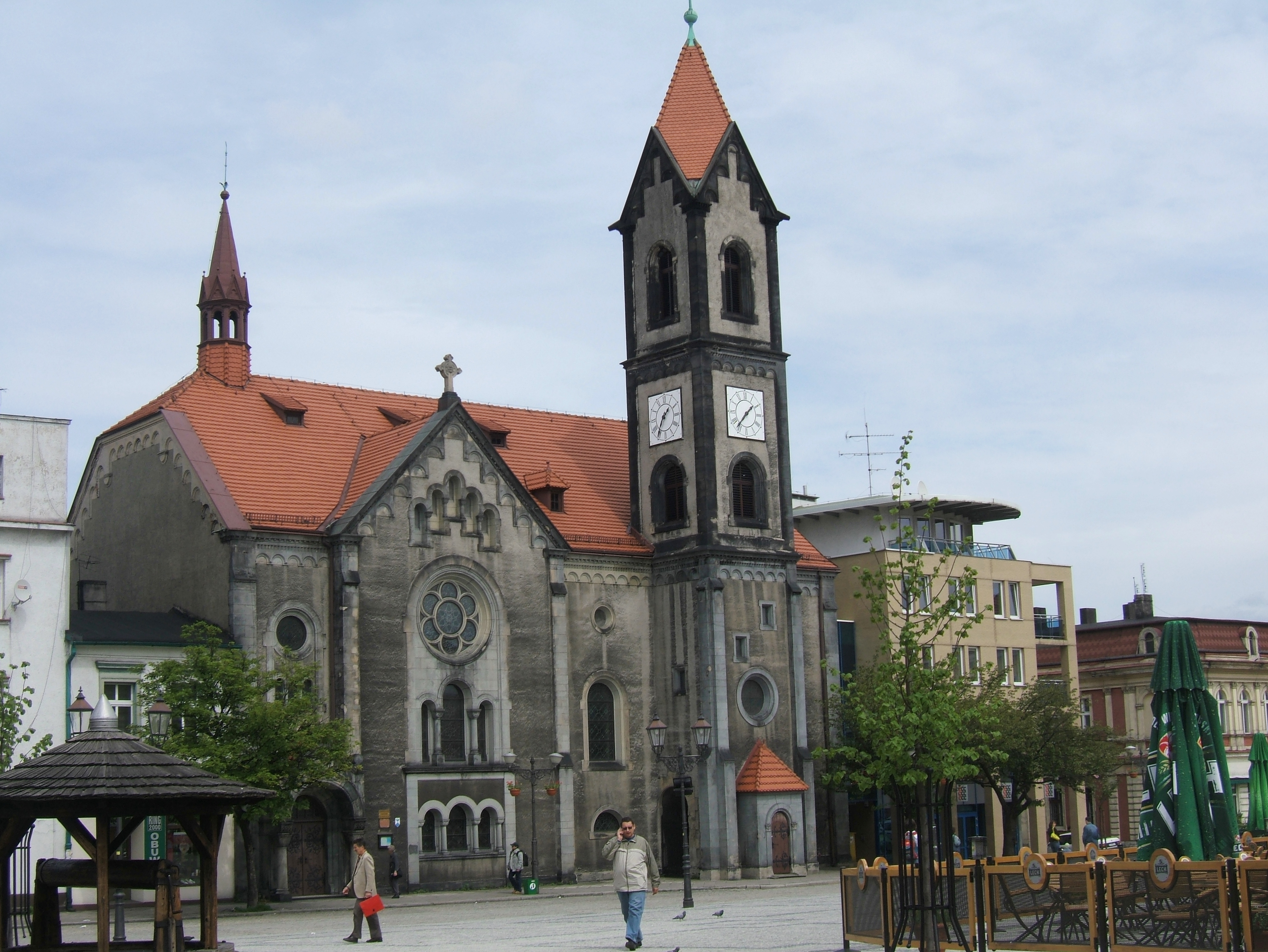
Die evangelisch-augsburgische Kirche in Tarnowskie Góry

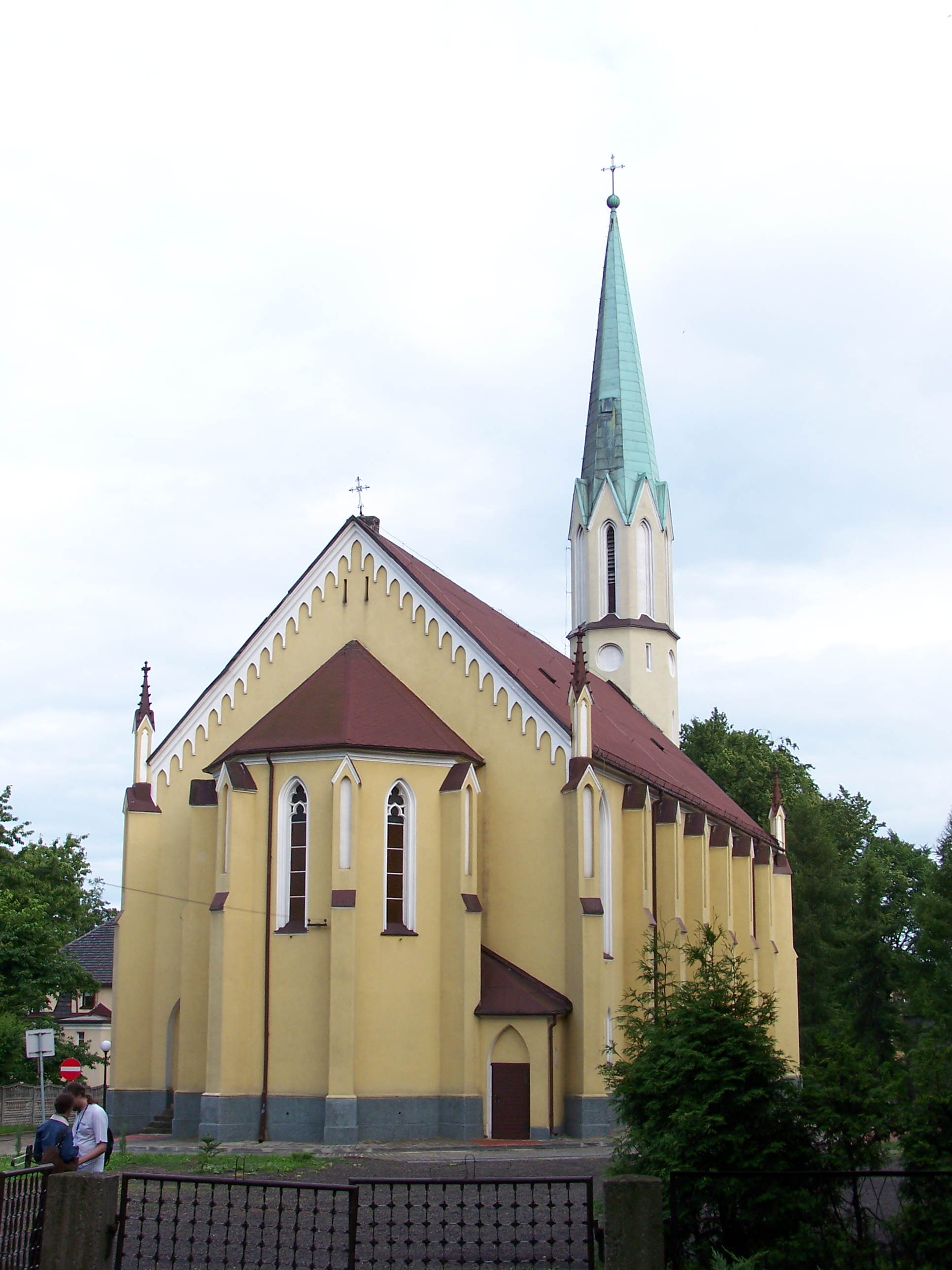
Die evangelisch-augsburgische Kirche in Mikołów

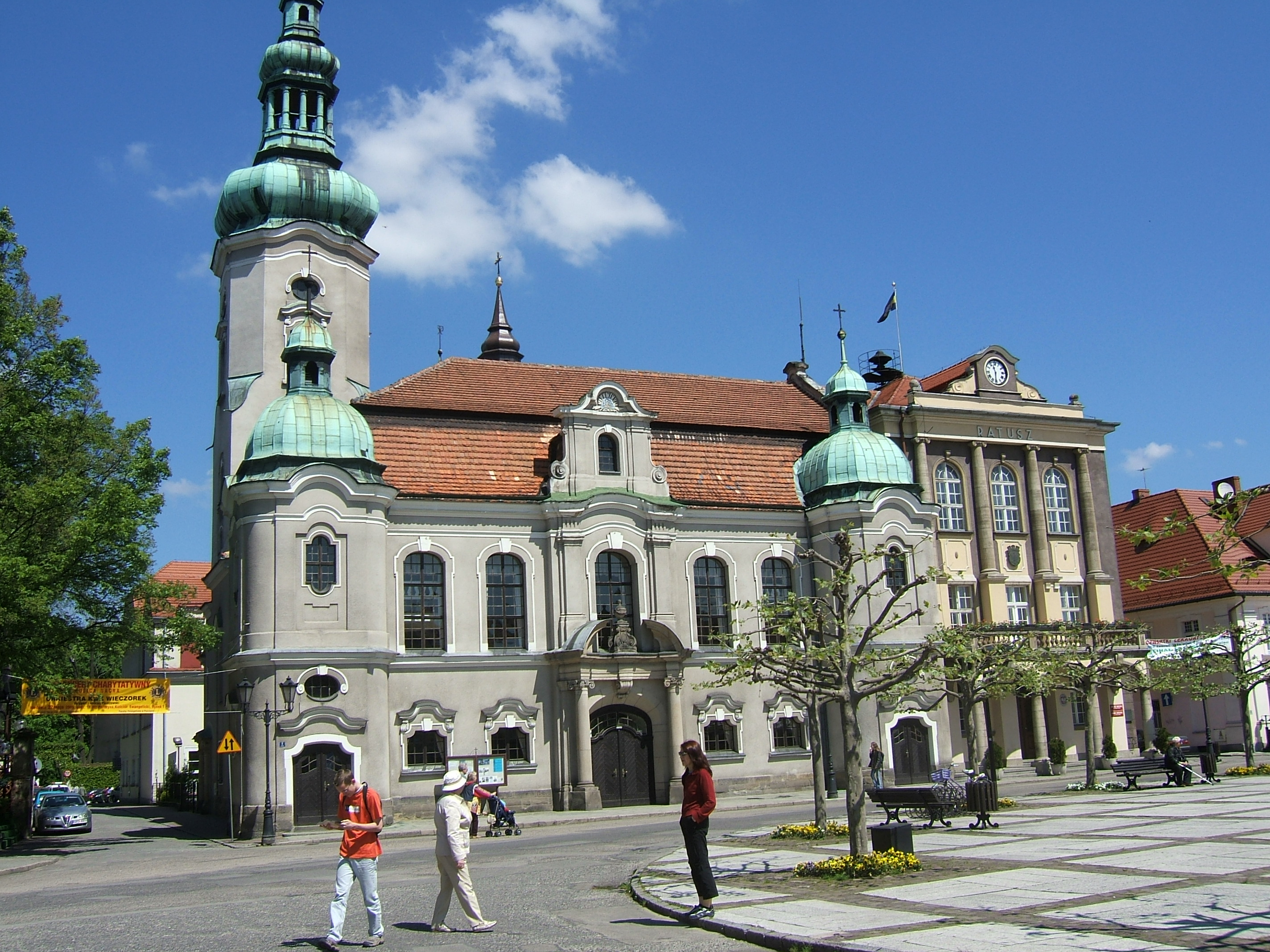
Die evangelisch-augsburgische Kirche in Pszczyna

Die Diözese liegt im Süden Polens und reicht im Osten bis an die Grenze zur Ukraine, im Süden bis an die Grenze zu Tschechien, grenzt im Westen an die Diözese Breslau, im Norden an die Diözesen Pommern-Großpolen und Warschau. Mit Ausnahme des im Süden liegenden Teschener Schlesiens, das die Diözese Cieszyn bildet, umfasst die Diözese Kattowitz die polnischen Woiwodschaften Schlesien, Oppeln, Kleinpolen und Karpatenvorland.

## Struktur

### Bischof
Geistlicher Leiter der Diözese ist der Diözesanbischof. Er ist zugleich das geistliche Oberhaupt der 32 Pfarrer der Diözese, die in 41 Gemeinden und auch übergemeindlich tätig sind.

#### Amtsinhaber
- Robert Fiszkal, 1946–1950
- Alfred Hauptman, 1950–1981
- Rudolf Pastucha, 1981–2002
- Tadeusz Szurman, 2002–2014
- Marian Niemiec, seit 2014

### Diözesanrat
Der Bischof bildet mit dem Diözesan-Kurator, dem Geistlichen Rat und dem Diözesanrat den Diözesanrat.

### Diözesansynode
Oberstes Entscheidungsgremium ist die Diözesan-Synode, in die alle Kirchengemeinden ihre Delegierten entsenden. Außerdem ist die Diözese durch Abgeordnete in der Synode der Evangelisch-Augsburgischen Kirche in Polen vertreten.

### Kirchenamt
Die zentrale Amtsstelle der Diözese war bis 1950 in Chorzów, danach bis 1981 in Zabrze und bis 2002 in Bytom-Miechowice. Seit 2002 befindet sie sich in der ul. Warszawska 18 in 40-006 Katowice, unweit der Auferstehungskirche.

## Kirchengemeinden/Pfarreien
In der Diözese gibt es 41 Kirchengemeinden (mit Pfarrsitz) und 27 Filialgemeinden, die insgesamt über 62 Kirchen und 34 Kapellen verfügen:
- Brzeg (Brieg)
  - mit Karczów (Schönwitz), Nysa (Neiße) und Lewin Brzeski (Löwen)
- Bytom (Beuthen)
- Chorzów (Königshütte)
  - mit der Elisabeth-Filialkirche in Chorzów
- Czerwionka
- Częstochowa (Tschenstochau)
  - mit Lubliniec (Lublinitz) und Piasek (Ludwigsthal)
- Gliwice (Gleiwitz)
  - mit Gliwice-Łabędy (Laband) und Żerniki
- Golasowice (Golassowitz)
- Gołkowice (Golkowitz)
- Hołdunów (Anhalt)
- Jastrzębie-Zdrój (Königsdorf)
- Kattowitz
- Kluczbork (Kreuzburg)
  - mit Bąków (Bankau), Gorzów Śląski (Landsberg), Grabie (Heinrichsfelde), Maciejów (Matzdorf) und Nasale-Roszkowice (Nassadel-Roschkowitz)
- Krakau
  - mit Rabka, Tarnów (Tarnau) und Wieliczka (Groß Salze)
- Laryszów
- Lasowice Wielkie (Oberwalden)
  - mit Lasowice Małe (Schloßwalden), Olesno (Rosenberg), Fosowskie (Vosswalde) und in Zawadzkie (Andreashütte)
- Lubienie
- Miechowice (Miechowitz/Mechtal)
  - mit Bobrek
- Mikołów (Nikolai)
- Mysłowice (Myslowitz)
- Nowy Sącz-Stadła (Neu Sandez)
- Oppeln
  - mit Gogolin, Rothhaus, Ozimek (Malapane) und Prószków (Proskau)
- Orzesze (Orzesche)
- Pokój (Carlsruhe)
- Pszczyna (Pleß)
- Pyskowice (Peiskretscham)
  - mit Wielowieś (Langendorf)
- Racibórz (Ratibor)
- Rybnik
- Siemianowice (Siemianowitz/Laurahütte)
- Sosnowiec (Sosnowitz)
- Studzionka
- Szopienice (Schoppinitz/Rosdzin)
- Ściborzyce Wielkie (Steubendorf)
- Świętochłowice (Schwientochlowitz)
- Tarnowskie Góry (Tarnowitz)
- Tychy (Tichau)
- Warszowice (Warschowitz)
- Wirek (Antonienhütte)
- Wodzisław Śląski (Loslau)
- Wołczyn (Konstadt)
  - mit Byczyna (Pitschen), Gierałcice und Paruszowice (Baumgarten)
- Zabrze (Hindenburg)
  - mit Zabrze-Mikulczyce (Mikultschütz), Kędzierzyn-Koźle (Kandrzin-Cosel)
- Żory (Sohrau)